# Reginella vas
Reginella vas är en mossdjursart som först beskrevs av Brown 1954.  Reginella vas ingår i släktet Reginella och familjen Cribrilinidae. Inga underarter finns listade i Catalogue of Life.